# Grivola
Grivola (inne nazwy: Grivolet, Aiguille de Grivola, Grivoé, Grivoésa) – szczyt w Alpach Graickich, części Alp Zachodnich. Leży w północnych Włoszech w regionie Dolina Aosty. Należy do Masywu Gran Paradiso. Szczyt można zdobyć ze schronisk Rifugio Federico Chabod (2750 m), Bivacco Luciano Gratton (3198 m), Bivacco Mario Balzola (3477 m), Bivacco Mario Gontier (2309 m), Rifugio Vittorio Emanuele II (2732 m) i Rifugio Vittorio Sella (2588 m). 
Pierwszego wejścia dokonali Ormsby, Bruce, Ambrogio Dayné, Cachat i Tairraz w 1859 r.